# Kevin Sorbo
Kevin Sorbo (Mound, 24 september 1958) is een Amerikaans acteur. Hij speelde de hoofdrol als Hercules in de gelijknamige televisieserie en als kapitein Dylan Hunt in Andromeda.

## Filmografie (selectie)

### Films
- Slaughter of the Innocents als John Willison (1993)
- Kull the Conqueror als Kull (1997)
- Meet the Spartans als Kapitein (2008)
- Julia X als Vreemdeling (2011)
- Storm Rider als Sam Fielding (2013)
- Mythica: The Darkspore als Gojun Pye (2015)
- Spirit of the Game als Parley Condie (2016)
- The Girl Who Believes in Miracles als dr. David Riley (2021)

### Televisieseries
- Santa Barbara als Lars (1986)
- Murder, She Wrote als Michael Burke (1993)
- Hercules: The Legendary Journeys als Hercules (1995-1999; 111 afleveringen)
- Xena: Warrior Princess als Hercules (1995-2000; 2 afleveringen)
- Andromeda als kapitein Dylan Hunt (2000-2005; 110 afleveringen)
- Dharma & Greg als Charlie (2001; 4 afleveringen)
- The O.C. als Frank Atwood (2006-2007; 7 afleveringen)
- Hawaii Five-0 als Carlton Bass (2010)
- Shadow on the Mesa als Ray Eastman (2013, televisiefilm)
- Supergirl als Lar Gand (2017; 3 afleveringen)

## Computerspellen
- The Conduit als Prometheus (2009)
- God of War III als Hercules (2010)
- Skylanders: Giants als Crusher (2012)
- Smite als Hercules (2015)
- Skylanders: Imaginators als Crusher (2016)